# 그래픽 처리 장치

GPU의 구성 요소

그래픽 처리 장치( - 處理裝置) 또는 GPU(영어: graphic processing unit)는 디지털 화상 처리 및 컴퓨터 그래픽스 가속을 위해 설계된 특수 전자 회로이며, 개별 그래픽 카드로 존재하거나 메인보드, 휴대 전화, 개인용 컴퓨터, 워크스테이션, 비디오 게임 콘솔에 내장된다. GPU는 이후 처치 곤란 병렬 문제와 관련된 비그래픽 계산에 병렬 구조로 인해 유용한 것으로 밝혀졌다. GPU가 엄청난 수의 계산을 빠르게 수행하는 능력은 인공지능(AI)을 포함한 다양한 분야에서 채택되게 했으며, 이 분야에서 GPU는 데이터 집약적이고 계산 요구량이 많은 작업을 처리하는 데 탁월하다. 다른 비그래픽적 용도로는 신경망 훈련 및 암호화폐 채굴이 있다.

## 역사

### 1970년대
아케이드 시스템은 1970년대부터 특수 그래픽 회로를 사용했다. 초기 비디오 게임 하드웨어에서 프레임 버퍼용 RAM은 비쌌기 때문에, 비디오 칩은 디스플레이가 모니터에 스캔되는 동안 데이터를 함께 합성했다.
특수 배럴 시프터 회로는 1970년대 미드웨이 및 타이토의 다양한 아케이드 비디오 게임 (예: 건 파이트 (1975), 시 울프 (비디오 게임) (1976), 스페이스 인베이더 (1978))에서 CPU가 프레임버퍼 그래픽을 애니메이션하는 데 도움을 주었다. 1979년 남코 갈락시안 아케이드 시스템은 RGB 색상, 다색 스프라이트 (컴퓨터 그래픽스), 타일맵 배경을 지원하는 특수 그래픽스 하드웨어를 사용했다. 갈락시안 하드웨어는 아케이드 비디오 게임의 황금기 동안 남코, 센투리, 그렘린 인더스트리스, 아이렘, 코나미, 미드웨이, 니치부츠, 세가, 타이토와 같은 게임 회사에서 널리 사용되었다.

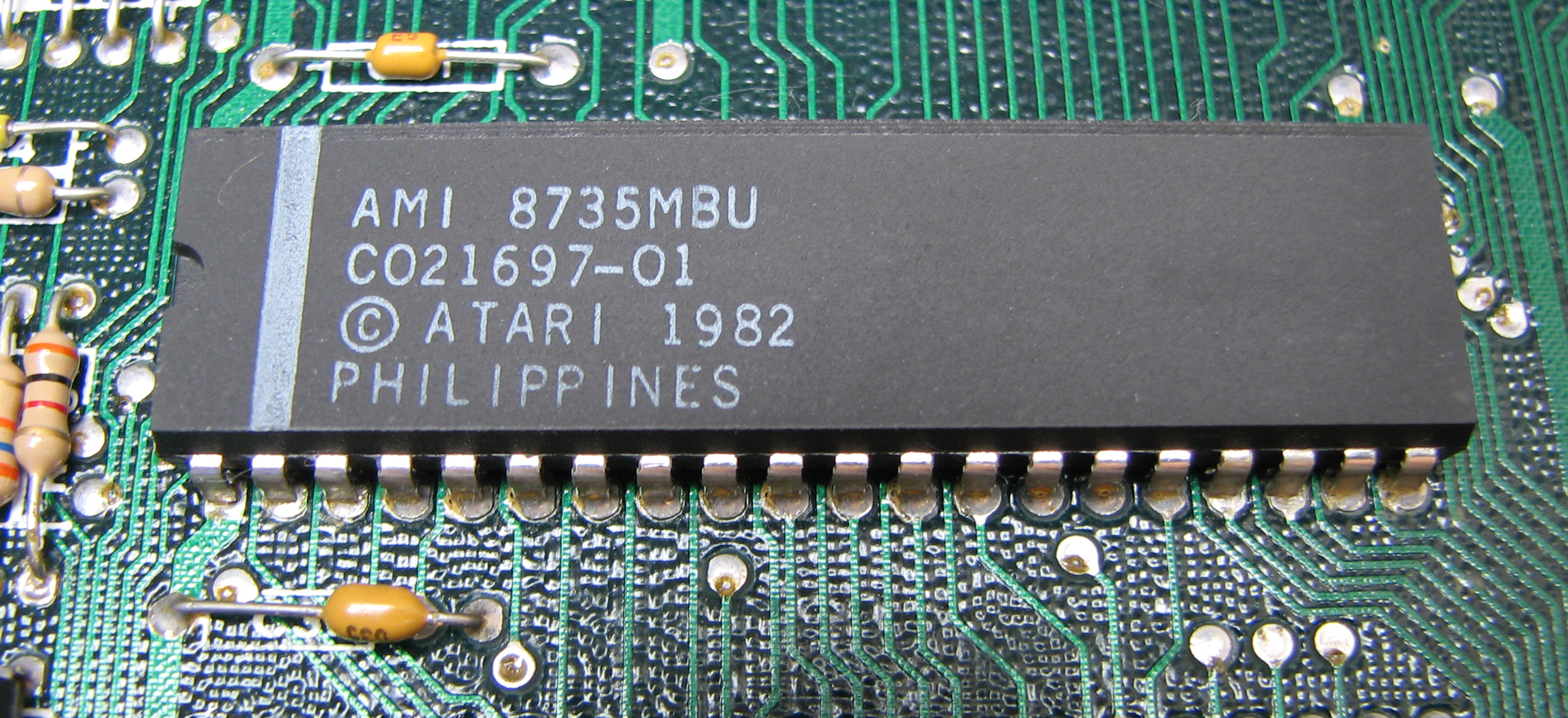
아타리 130XE 메인보드의 아타리 ANTIC 마이크로프로세서

1977년의 아타리 2600은 텔레비전 인터페이스 어댑터라는 비디오 시프터를 사용했다. 아타리 8비트 컴퓨터 (1979)는 스캔 라인이 특정 비트맵 또는 문자 모드에 매핑되고 메모리가 저장되는 방식("디스플레이 목록")을 설명하는 명령을 해석하는 비디오 프로세서인 ANTIC을 탑재했다 (따라서 연속적인 프레임 버퍼가 필요하지 않았다). 디스플레이 목록 명령어에 비트를 설정하여 스캔라인에서 6502 기계어 서브루틴이 트리거될 수 있었다. ANTIC은 또한 CPU와 독립적으로 부드러운 수직 및 수평 스크롤링을 지원했다.

### 1980년대

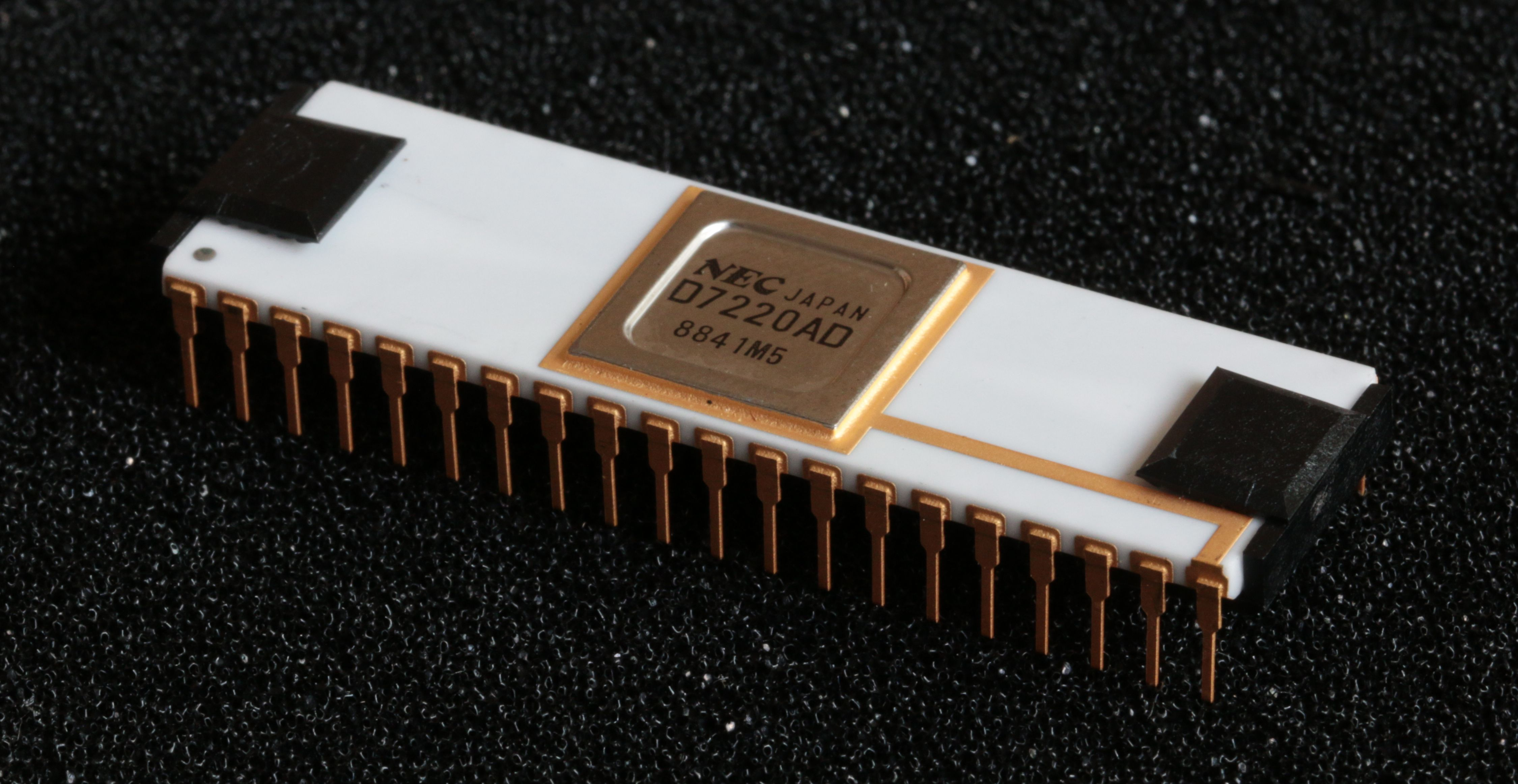
NEC μPD7220A

NEC μPD7220은 단일 대규모 집적 회로 (LSI) 집적 회로 칩으로 구현된 최초의 개인용 컴퓨터 그래픽 디스플레이 프로세서였다. 이를 통해 넘버 나인 비주얼 테크놀로지(Number Nine Visual Technology)와 같은 저렴하고 고성능의 비디오 그래픽 카드를 설계할 수 있었다. 이는 1980년대 중반까지 가장 잘 알려진 GPU였다. 이는 PC용 최초의 완전히 통합된 초고밀도 집적 회로 (VLSI) 금속-산화물-반도체 (NMOS) 그래픽 디스플레이 프로세서였으며, 최대 1024×1024 해상도를 지원하고 PC 그래픽 시장의 기반을 마련했다. 여러 그래픽 카드에 사용되었으며, 인텔의 그래픽 처리 장치 중 최초인 인텔 82720과 같은 클론에 라이선스되었다. 윌리엄스 일렉트로닉스의 아케이드 게임 로보트론 2084, 자우스트, 시니스타, 버블스는 모두 1982년에 출시되었으며, 16색 비트맵을 처리하기 위한 맞춤형 블리터 칩을 포함했다.
1984년, 히타치 제작소는 개인용 컴퓨터용 최초의 주요 CMOS 그래픽 프로세서인 ARTC HD63484를 출시했다. ARTC는 단색 모드에서 4K 해상도까지 표시할 수 있었다. 이는 1980년대 후반에 여러 그래픽 카드와 터미널에서 사용되었다. 1985년, 아미가는 비트맵 조작, 선 그리기, 영역 채우기를 위한 블리터를 포함한 맞춤형 그래픽 칩과 함께 출시되었다. 또한 비디오 빔과 동기화하여 그래픽 하드웨어 레지스터를 조작하거나 (예: 스캔라인당 팔레트 전환, 스프라이트 멀티플렉싱, 하드웨어 창 기능), 블리터를 구동할 수 있는 자체 간단한 명령어 세트를 가진 코프로세서를 포함했다. 1986년, 텍사스 인스트루먼트는 최초의 완전 프로그래밍 가능한 그래픽 프로세서인 TMS34010을 출시했다. 이는 범용 코드를 실행할 수 있었지만 그래픽 지향 명령어 세트도 가지고 있었다. 1990년부터 1992년까지 이 칩은 텍사스 인스트루먼츠 그래픽스 아키텍처(Texas Instruments Graphics Architecture, "TIGA") 윈도우 가속기 카드의 기반이 되었다.

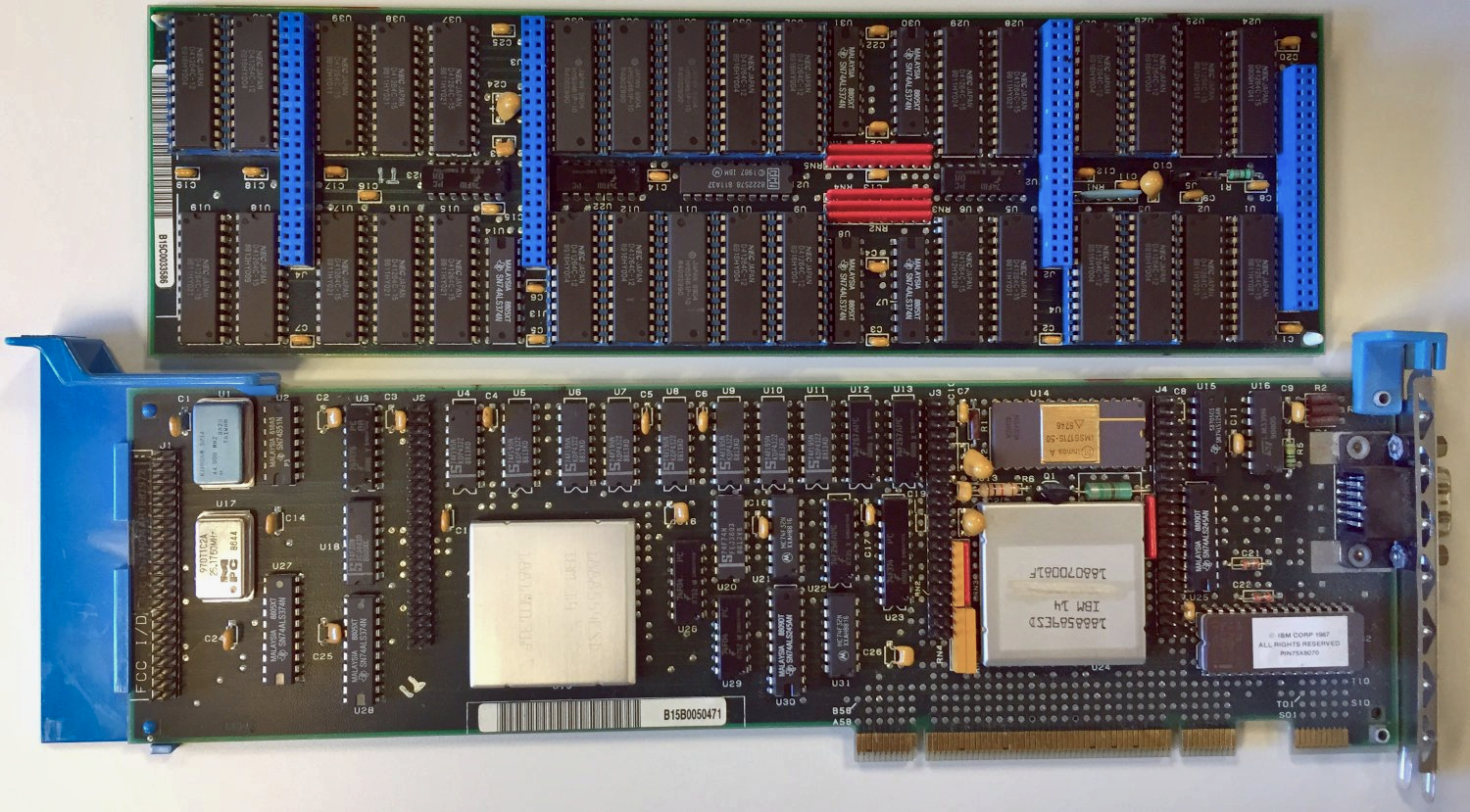
메모리 추가 기능이 있는 IBM 8514 마이크로 채널 어댑터

1987년, IBM 8514 그래픽 시스템이 출시되었다. 이는 IBM PC 호환기종을 위한 최초의 비디오 카드 중 하나로, 전자 회로에서 고정 기능 2D 기본 요소를 구현했다. 1987년에 출시된 샤프의 X68000은 65,536색 팔레트와 스프라이트, 스크롤링, 다중 플레이필드를 위한 하드웨어 지원을 포함한 맞춤형 그래픽 칩셋을 사용했다. 이는 캡콤의 CP 시스템 아케이드 보드 개발 머신으로 사용되었다. 1989년에 출시된 후지쯔의 FM 타운즈 컴퓨터는 16,777,216색 팔레트를 지원했다. 1988년, 최초의 전용 다각형 3D 그래픽 보드가 남코 시스템 21과 타이토 에어 시스템과 함께 아케이드에 도입되었다.

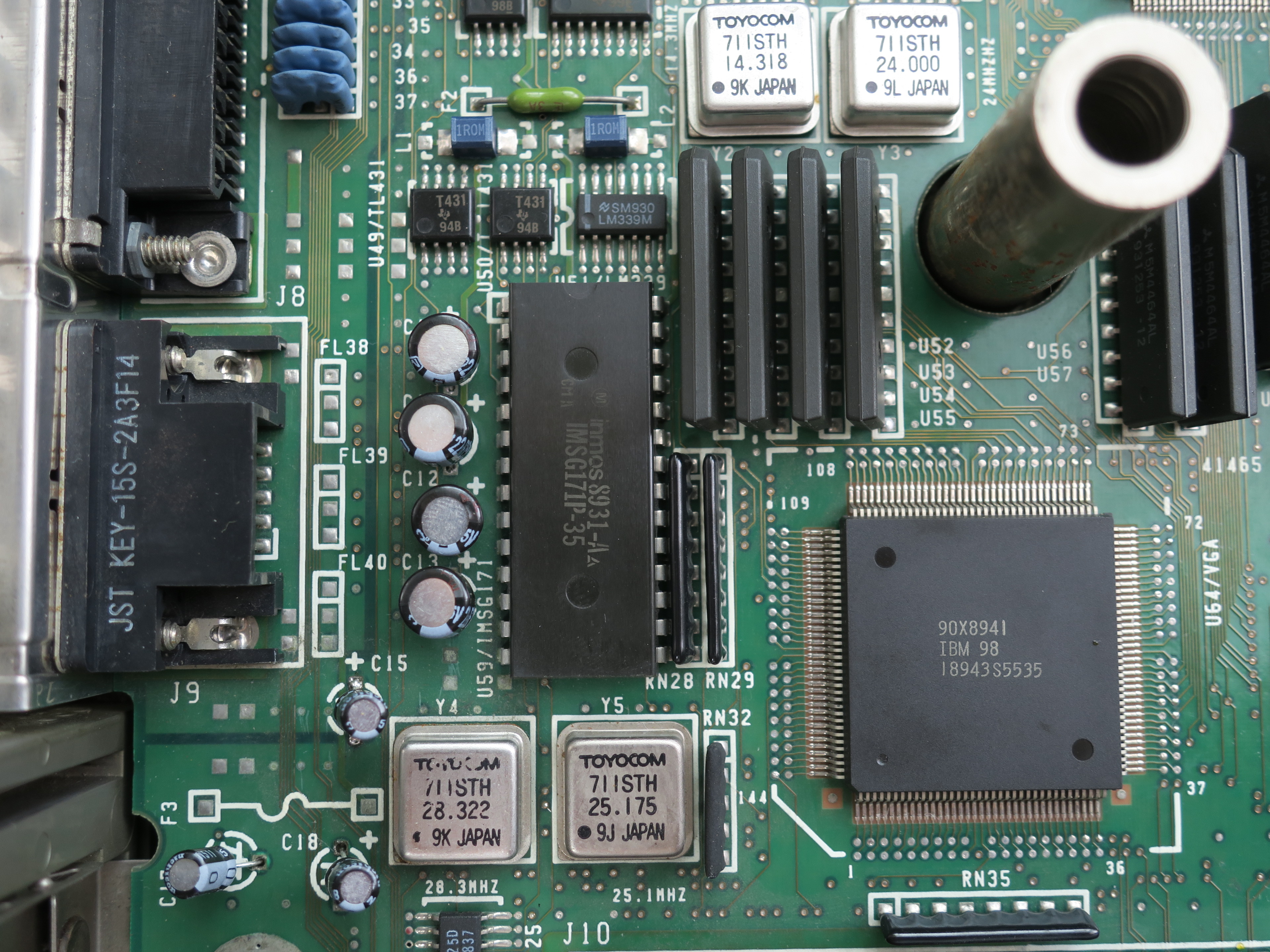
VGA 섹션 (IBM PS/55 메인보드상)

IBM은 1987년에 최대 640×480 화소의 해상도를 지원하는 사유 비디오 그래픽스 어레이 (VGA) 디스플레이 표준을 도입했다. 1988년 11월, NEC 홈 일렉트로닉스는 VGA의 후속으로 슈퍼 VGA (SVGA) 컴퓨터 디스플레이 표준을 개발하고 홍보하기 위해 비디오 전자공학 표준위원회 (VESA)의 설립을 발표했다. 슈퍼 VGA는 그래픽스 디스플레이 해상도를 최대 800×600 화소까지, 56% 증가시켰다.

### 1990년대

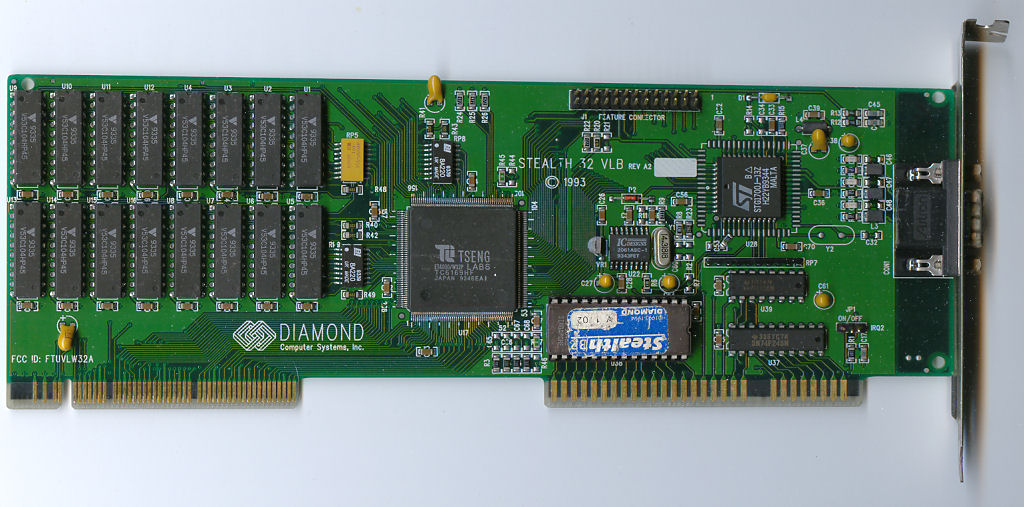
Tseng Labs ET4000/W32p

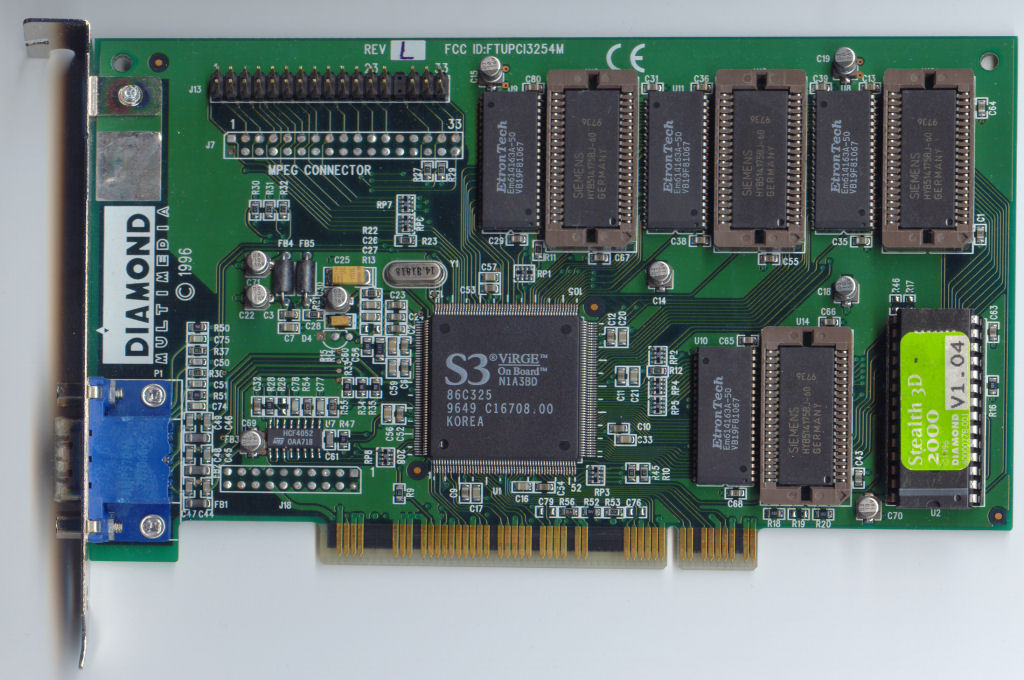
S3 그래픽스 버지

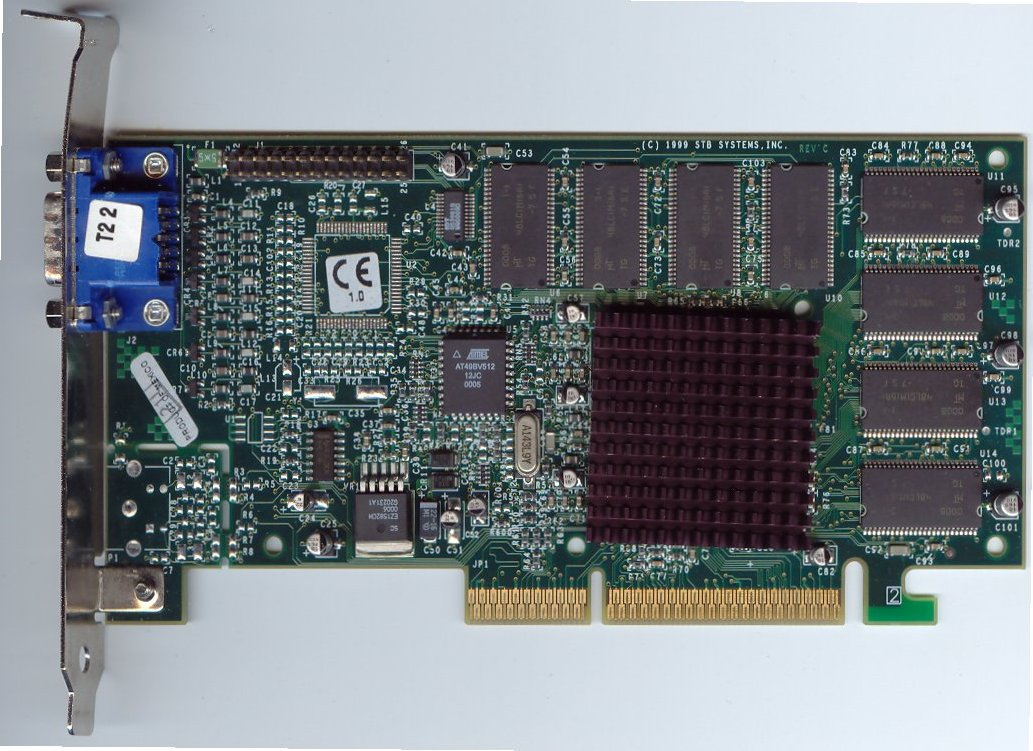
부두3 2000 AGP 카드

1991년, S3 그래픽스는 포르쉐 911의 성능 향상을 암시하며 디자이너들이 이름을 붙인 S3 86C911을 출시했다. 86C911은 다양한 모방 제품을 낳았고, 1995년까지 모든 주요 PC 그래픽 칩 제조업체는 칩에 2D 가속 지원을 추가했다. 고정 기능 윈도우 가속기는 윈도우 성능에서 값비싼 범용 그래픽 코프로세서를 능가했고, 그러한 코프로세서는 PC 시장에서 사라졌다.
1990년대 초중반, 아케이드, 컴퓨터 및 콘솔 게임에서 실시간 3D 그래픽이 점차 보편화되었고, 이는 하드웨어 가속 3D 그래픽에 대한 대중의 수요를 증가시켰다. 대량 시장 3D 그래픽 하드웨어의 초기 예는 세가 모델 1, 남코 시스템 22, 세가 모델 2와 같은 아케이드 시스템 보드와 5세대 비디오 게임 콘솔인 새턴, 플레이스테이션 (콘솔), 닌텐도 64에서 찾을 수 있다. 세가 모델 2와 SGI 오닉스 기반의 남코 매직 엣지 호넷 시뮬레이터와 같은 아케이드 시스템은 1993년에 소비자 그래픽 카드에 등장하기 몇 년 전부터 하드웨어 T&L(변형, 클리핑, 광원 처리)을 처리할 수 있었다. 또 다른 초기 예는 일부 슈퍼 패미컴 게임, 특히 둠과 스타폭스 (비디오 게임)에서 사용된 카트리지 내장 그래픽 칩인 RISC 기반의 슈퍼 FX 칩이다. 일부 시스템은 변형을 가속화하기 위해 DSP를 사용했다. 세가 모델 2 아케이드 시스템을 개발한 후지쯔는 1995년에 가정용 컴퓨터에 사용하기 위해 단일 LSI 솔루션에 T&L을 통합하는 작업을 시작했다. 후지쯔 피놀라이트는 개인용 컴퓨터용 최초의 3D 지오메트리 프로세서로 1997년에 출시되었다. 가정용 비디오 게임 콘솔의 첫 번째 하드웨어 T&L GPU는 1996년에 출시된 닌텐도 64의 리얼리티 코프로세서(Reality Coprocessor)였다. 1997년, 미쓰비시 그룹은 워크스테이션과 윈도우 NT 데스크톱용으로 변형 및 조명을 처리할 수 있는 GPU인 3Dpro/2MP를 출시했다. ATi는 1997년에 출시된 FireGL 4000 그래픽 카드에 이를 사용했다.
"GPU"라는 용어는 1994년에 출시된 플레이스테이션 (콘솔) 비디오 게임 콘솔의 32비트 소니 GPU (도시바 설계)를 지칭하여 소니가 만들었다.

### 2000년대
2002년 10월, 세계 최초의 Direct3D 9.0 가속기인 ATI 라데온 9700 (R300으로도 알려짐)이 도입되면서 픽셀 및 버텍스 셰이더는 루프와 긴 부동소수점 연산을 구현할 수 있게 되었고, 이미지 배열 작업에서는 CPU만큼 유연하면서도 몇 배 더 빨라졌다. 픽셀 셰이딩은 종종 범프 매핑에 사용되는데, 이는 객체를 반짝이거나, 무디거나, 거칠거나, 심지어 둥글거나 돌출되게 보이게 하는 텍스처를 추가한다.
엔비디아 지포스 8 시리즈와 새로운 일반 스트림 처리 장치가 도입되면서 GPU는 더욱 일반화된 컴퓨팅 장치가 되었다. 병렬 GPU는 CPU에 대항하여 계산 분야에서 진전을 보이고 있으며, GPU 컴퓨팅 또는 GPU의 범용 컴퓨팅을 위한 GPGPU라는 연구 분야는 기계 학습, 유전 탐사, 과학적 영상 처리, 선형대수학, 통계학, 3D 재구성, 주식 옵션 가격 책정과 같은 다양한 분야에서 응용 프로그램을 발견했다. GPGPU는 현재 컴퓨트 셰이더(예: CUDA, OpenCL, DirectCompute)라고 불리는 것의 전신이었으며, 알고리즘에 전달된 데이터를 텍스처 맵으로 취급하고 적절한 픽셀 셰이더로 삼각형 또는 사각형을 그림으로써 알고리즘을 실행함으로써 하드웨어를 어느 정도 남용했다. 이는 스캔 컨버터와 같은 단위가 필요 없는 곳에 관여하고(픽셀 셰이더를 호출하는 것 외에는 삼각형 조작도 전혀 문제가 되지 않는다) 일부 오버헤드가 발생한다.
엔비디아의 CUDA 플랫폼은 2007년에 처음 도입되었으며, GPU 컴퓨팅을 위한 최초의 널리 채택된 프로그래밍 모델이었다. OpenCL은 크로노스 그룹이 정의한 개방형 표준으로, 이식성을 강조하면서 GPU와 CPU 모두를 위한 코드 개발을 허용한다. OpenCL 솔루션은 인텔, AMD, 엔비디아 및 ARM에서 지원되며, 2011년 에반스 데이터 보고서에 따르면 OpenCL은 두 번째로 인기 있는 HPC 도구가 되었다.

### 2010년대
2010년, 엔비디아는 아우디와 협력하여 자동차 대시보드를 구동하고 테그라 GPU를 사용하여 자동차 내비게이션 및 엔터테인먼트 시스템의 기능을 향상시켰다. 자동차 GPU 기술의 발전은 자율주행 기술을 발전시키는 데 도움이 되었다. AMD의 라데온 HD 6000 시리즈 카드는 2010년에 출시되었고, 2011년 AMD는 모바일 기기용 6000M 시리즈 개별 GPU를 출시했다. 엔비디아의 케플러 그래픽 카드 라인은 2012년에 출시되었으며, 엔비디아 600 및 700 시리즈 카드에 사용되었다. 이 GPU 마이크로아키텍처의 기능 중 하나는 GPU 부스트로, 비디오 카드의 클럭 속도를 전력 소비에 따라 조절하여 증가 또는 감소시키는 기술이다. 케플러 마이크로아키텍처가 제조되었다.
PS4와 엑스박스 원은 2013년에 출시되었으며, 둘 다 AMD의 라데온 HD 7850 및 7790을 기반으로 한 GPU를 사용한다. 엔비디아의 케플러 GPU 라인업은 동일한 공정으로 제조된 맥스웰 라인으로 이어졌다. 엔비디아의 28 nm 칩은 TSMC에서 28 nm 공정으로 제조되었다. 과거의 40 nm 기술에 비해 이 제조 공정은 전력 소모를 줄이면서 20%의 성능 향상을 가능하게 했다. 가상 현실 헤드셋은 높은 시스템 요구 사항을 가지고 있다. 출시 당시 제조업체는 GTX 970 및 R9 290X 이상을 권장했다. 파스칼 마이크로아키텍처 기반 카드는 2016년에 출시되었다. 지포스 10 시리즈 카드는 이 세대의 그래픽 카드에 속한다. 이들은 이전 마이크로아키텍처를 개선한 16 nm 제조 공정을 사용하여 제작되었다.
2018년, 엔비디아는 RTX 20 시리즈 GPU를 출시하여 GPU에 레이 트레이싱 코어를 추가하여 조명 효과 성능을 향상시켰다. AMD의 폴라리스 11 및 폴라리스 10 GPU는 14 nm 공정으로 제작되었다. 이들의 출시는 AMD 비디오 카드의 와트당 성능을 크게 향상시켰다. AMD는 또한 엔비디아의 하이엔드 파스칼 카드와 경쟁하기 위해 하이엔드 시장용 베가 GPU 시리즈를 출시했으며, Titan V와 마찬가지로 HBM2를 탑재했다.
2019년, AMD는 Graphics Core Next (GCN) 마이크로아키텍처/명령어 세트의 후속작을 출시했다. RDNA로 명명된 이 아키텍처를 특징으로 하는 첫 번째 제품은 라데온 RX 5000 시리즈 비디오 카드였다. 이 회사는 RDNA 마이크로아키텍처의 후속작이 점진적인("새로운") 개선이 될 것이라고 발표했다. AMD는 하드웨어 가속 레이 트레이싱을 지원하는 RDNA 2 그래픽 카드인 라데온 RX 6000 시리즈를 공개했다. 2020년 후반에 출시된 이 제품군은 RX 6800, RX 6800 XT 및 RX 6900 XT로 구성되었다. Navi 22 기반의 RX 6700 XT는 2021년 초에 출시되었다.
플레이스테이션 5와 엑스박스 시리즈 X/S는 2020년에 출시되었으며, 둘 다 RDNA 2 마이크로아키텍처를 기반으로 한 GPU를 사용하며, 각 시스템 구현에서 점진적인 개선과 다른 GPU 구성을 특징으로 한다.

### 2020년대
2020년대 들어 GPU는 대형 언어 모델에 필요한 방대한 데이터셋에 대한 신경망 훈련과 같은 처치 곤란 병렬 문제에 대한 계산에 점점 더 많이 사용되고 있다. 일부 최신 워크스테이션 GPU의 특수 처리 코어는 딥 러닝 전용으로, 4×4 행렬 곱셈 및 나눗셈을 사용하여 일부 애플리케이션에서 최대 128 TFLOPS의 하드웨어 성능 향상을 가져왔다. 이러한 텐서 코어는 소비자용 카드에도 등장할 것으로 예상된다.

## GPU 회사
많은 회사가 여러 브랜드 이름으로 GPU를 생산했다. 2009년 기준으로, 인텔, 엔비디아, AMD/ATI가 각각 49.4%, 27.8%, 20.6%의 시장 점유율로 시장 선두를 달렸다. 또한 매트록스도 GPU를 생산한다. 중국 기업인 Jingjia Micro도 국내 시장을 위한 GPU를 생산했지만, 전 세계 판매량 측면에서는 아직 시장 선두 주자에 뒤떨어진다.

## 계산 기능

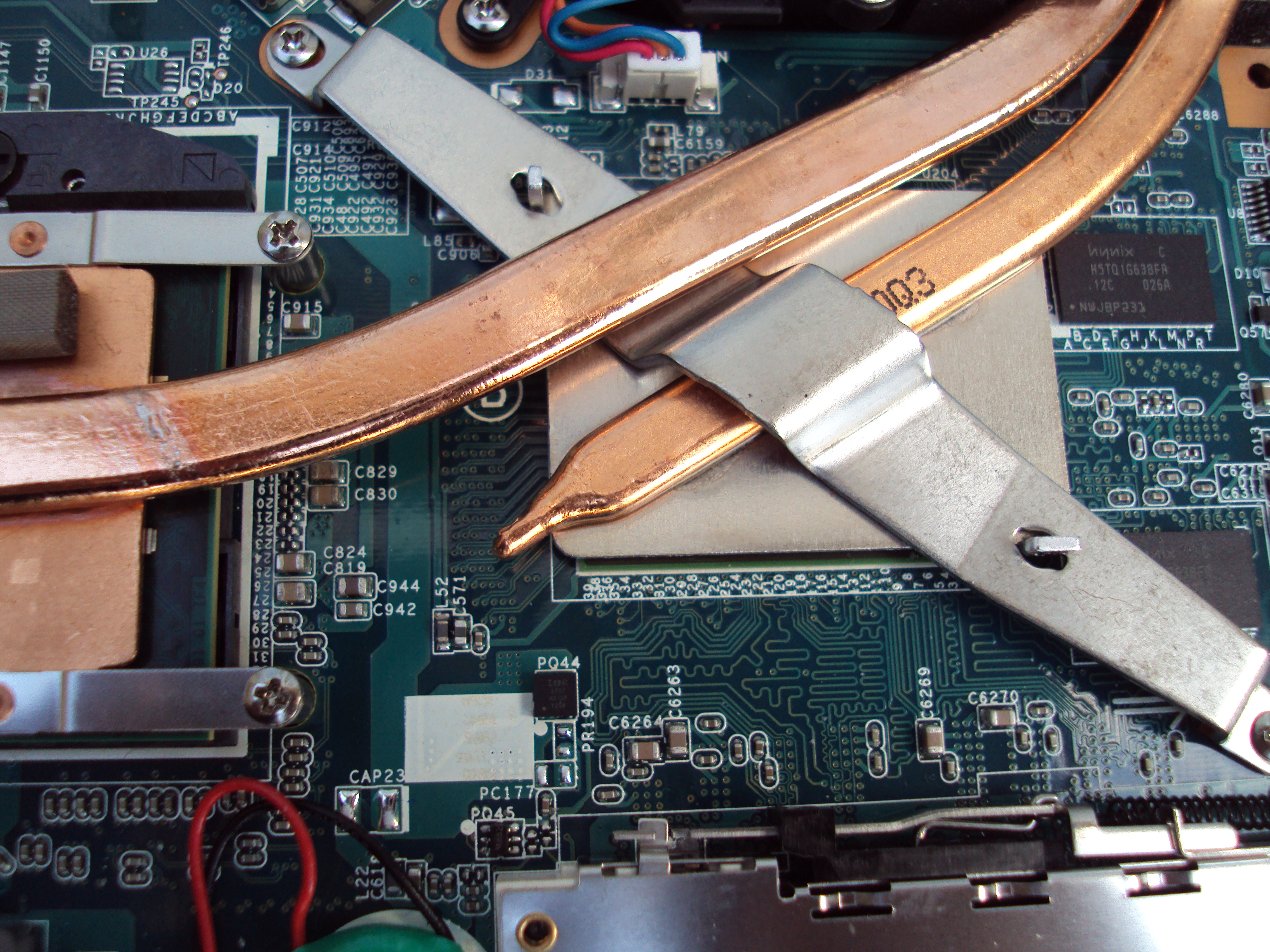
ATI HD5470 GPU (위, 구리 히트파이프 부착)는 AVC 및 VC-1 비디오 포맷을 디코드할 수 있는 UVD 2.1을 특징으로 한다.

GPU 구성의 여러 요인이 실시간 렌더링을 위한 카드의 성능에 영향을 미친다. 예를 들어, 반도체 제조의 커넥터 경로 크기, 클럭 신호 주파수, 다양한 온칩 메모리 캐시의 수와 크기 등이 있다. 성능은 또한 엔비디아 GPU의 스트리밍 멀티프로세서(SM) 수, 또는 AMD GPU의 컴퓨트 유닛(CU) 수, 또는 인텔 개별 GPU의 Xe 코어 수에 따라 달라진다. 이는 GPU 칩 내에서 핵심 계산을 수행하는 온실리콘 프로세서 코어 유닛의 수를 나타내며, 일반적으로 GPU의 다른 SM/CU와 병렬로 작동한다. GPU 성능은 일반적으로 초당 부동 소수점 연산 (FLOPS)으로 측정되며, 2010년대와 2020년대의 GPU는 일반적으로 테라플롭스(TFLOPS) 단위로 측정되는 성능을 제공한다. 이는 추정 성능 측정치이며, 다른 요인이 실제 디스플레이 속도에 영향을 미칠 수 있다.

### 2D 그래픽 API
이전 GPU는 2D 가속을 위해 GDI 및 다이렉트드로와 같은 하나 이상의 2D 그래픽 API를 지원할 수 있다.

## GPU 형태

### 용어
1970년대에 "GPU"라는 용어는 원래 그래픽 프로세서 유닛을 의미했으며, CPU와 독립적으로 작동하며 그래픽 조작 및 출력을 담당하는 프로그래밍 가능한 처리 장치를 설명했다. 1994년, 소니는 플레이스테이션 (콘솔) 콘솔의 도시바가 설계한 소니 GPU를 언급하며 이 용어(현재는 그래픽 처리 장치를 의미)를 사용했다. 이 용어는 1999년 엔비디아가 지포스 256을 "세계 최초의 GPU"로 마케팅하면서 대중화되었다. 이는 "변형, 조명, 삼각형 설정/클리핑, 그리고 렌더링 엔진이 통합된 단일 칩 프로세서"로 소개되었다. 경쟁사인 ATI 테크놀로지스는 2002년에 라데온 9700을 출시하면서 "비주얼 프로세싱 유닛" 또는 VPU라는 용어를 만들었다. AMD 알베오 MA35D는 2023년에 각각 5 nm 공정을 사용하는 듀얼 VPU를 특징으로 한다.
개인용 컴퓨터에는 두 가지 주요 GPU 형태가 있다. 각각은 여러 동의어를 가지고 있다.
- 전용 그래픽은 개별 그래픽이라고도 한다.
- 내장 그래픽은 공유 그래픽 솔루션, 통합 그래픽 프로세서(IGP) 또는 통합 메모리 아키텍처(UMA)라고도 한다.

### 전용 그래픽 처리 장치
전용 그래픽 처리 장치는 컴퓨터의 주 시스템 메모리에 의존하지 않고 GPU 전용 RAM을 사용한다. 이 RAM은 일반적으로 그래픽 카드의 예상 직렬 워크로드에 맞춰 특별히 선택된다( GDDR 참조). 때로는 전용 개별 GPU가 있는 시스템을 "UMA" 시스템(다음 섹션 참조)과 대조하여 "DIS" 시스템이라고 불렀다.
3dfx의 스캔라인 인터리브(Scan-Line Interleave), 엔비디아의 SLI 및 NVLink, AMD의 크로스파이어와 같은 기술은 여러 GPU가 단일 화면에 동시에 이미지를 그릴 수 있도록 하여 그래픽에 사용 가능한 처리 능력을 증가시킨다. 그러나 이러한 기술은 점점 더 드물어지고 있다. 대부분의 게임은 여러 GPU를 완전히 사용하지 않으며, 대부분의 사용자는 이를 감당할 수 없기 때문이다. 여러 GPU는 서밋과 같은 슈퍼컴퓨터, 비디오 가속(여러 비디오를 동시에 처리) 및 3D 렌더링을 가속화하기 위한 워크스테이션, VFX용, GPGPU 워크로드 및 시뮬레이션, 그리고 엔비디아의 DGX 워크스테이션 및 서버, 테슬라 GPU, 인텔의 Ponte Vecchio GPU와 같이 AI 훈련을 가속화하는 데 사용된다.

### 내장 그래픽 처리 장치

노스브리지/사우스브리지 시스템 레이아웃에서 내장 GPU의 위치

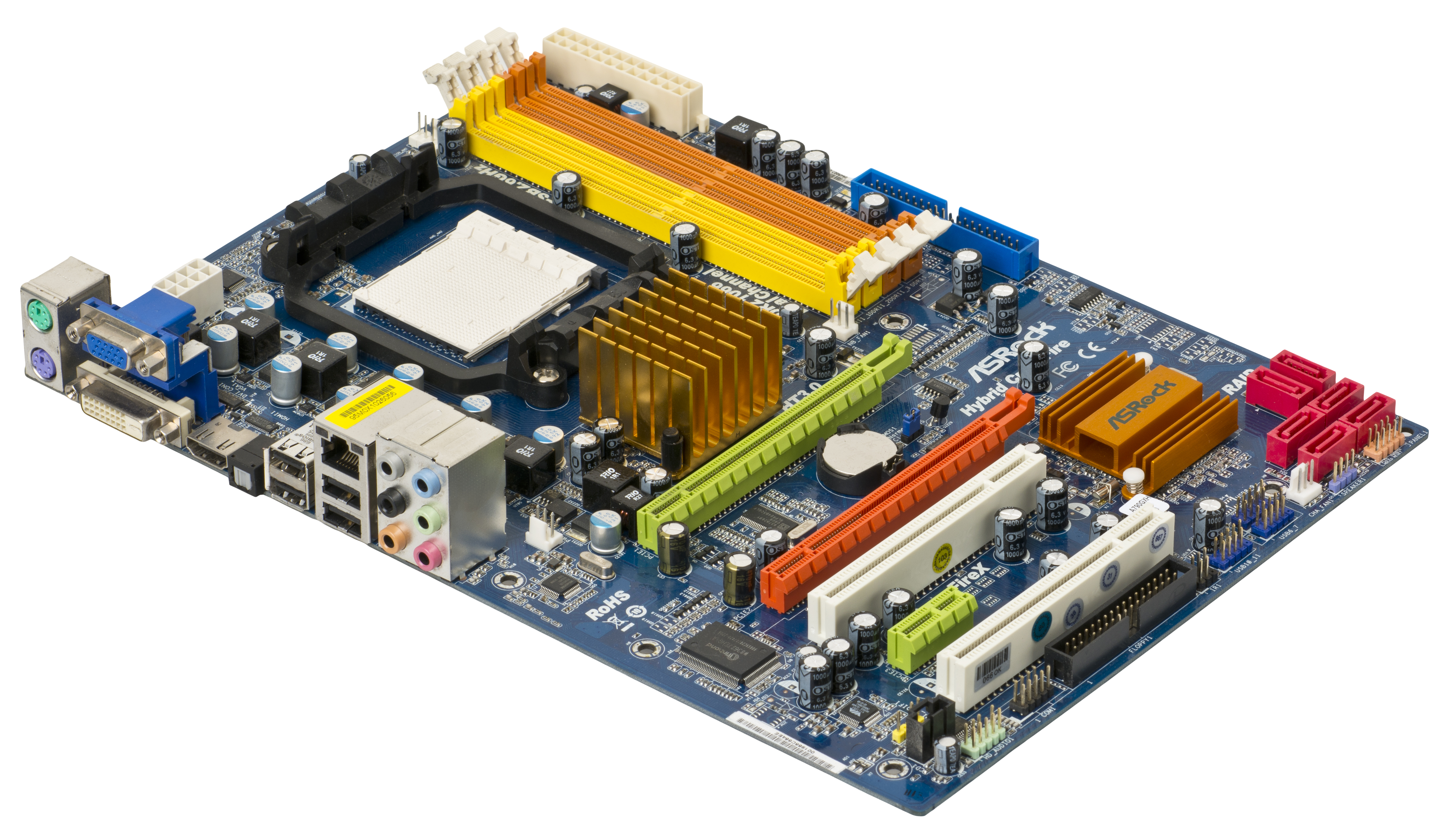
HDMI, VGA 및 DVI 출력 포트를 갖춘 내장 그래픽이 있는 애즈락 메인보드

내장 그래픽 처리 장치(IGPU), 내장 그래픽, 공유 그래픽 솔루션, 통합 그래픽 프로세서(IGP) 또는 통합 메모리 아키텍처(UMA)는 전용 그래픽 메모리 대신 컴퓨터 시스템 RAM의 일부를 사용한다. IGP는 메인보드에 노스브리지 칩셋의 일부로 내장될 수 있으며, 또는 CPU와 동일한 다이에 내장될 수 있다(AMD APU 또는 인텔 HD 그래픽스와 같이). 특정 메인보드에서 AMD의 IGP는 전용 사이드포트 메모리를 사용할 수 있다. 이 메모리는 GPU가 사용하도록 전용으로 할당된 고성능 메모리의 별도 고정 블록이다. 2007년 초 내장 그래픽이 탑재된 컴퓨터는 전체 PC 출하량의 약 90%를 차지한다. 이들은 전용 그래픽 처리보다 구현 비용이 저렴하지만 성능은 떨어지는 경향이 있다. 역사적으로 내장 처리는 3D 게임이나 그래픽 집약적인 프로그램에는 부적합하다고 여겨졌지만, Adobe Flash와 같은 덜 집약적인 프로그램은 실행할 수 있었다. 이러한 IGP의 예로는 2004년경의 SiS 및 VIA의 제품이 있다. 그러나 AMD APU 및 인텔 그래픽스 기술 (HD, UHD, Iris, Iris Pro, Iris Plus, Xe-LP)과 같은 최신 내장 그래픽 프로세서는 2D 그래픽 또는 저부하 3D 그래픽을 처리할 수 있다.
GPU 계산은 메모리 집약적이므로, 내장 처리는 전용 비디오 메모리가 거의 또는 전혀 없기 때문에 상대적으로 느린 시스템 RAM을 놓고 CPU와 경쟁할 수 있다. IGP는 현재 최대 128GB/s의 대역폭을 가진 시스템 메모리를 사용하는 반면, 개별 그래픽 카드는 VRAM과 GPU 코어 간에 1000GB/s 이상의 대역폭을 가질 수 있다. 이러한 메모리 버스 대역폭은 GPU 성능을 제한할 수 있지만, 다중 채널 메모리는 이러한 결함을 완화할 수 있다. 구형 내장 그래픽 칩셋은 하드웨어 변형 및 조명 기능이 없었지만, 최신 칩셋에는 이 기능이 포함되어 있다.
최신 AMD 프로세서(통합 그래픽 포함), 최신 인텔 프로세서(통합 그래픽 포함), 애플 프로세서, PS5 및 Xbox Series 등을 포함한 "통합 메모리 아키텍처"(UMA) 시스템에서는 CPU 코어와 GPU 블록이 동일한 RAM 풀과 메모리 주소 공간을 공유한다.

### 스트림 프로세싱 및 범용 GPU (GPGPU)
범용 그래픽 처리 장치(GPGPU)를 스트림 프로세서 (또는 벡터 프로세서)의 변형 형태로 사용하여 컴퓨트 커널을 실행하는 것이 일반적이다. 이는 최신 그래픽 가속기 셰이더 파이프라인의 막대한 계산 능력을 범용 컴퓨팅 능력으로 전환한다. 대규모 벡터 연산이 필요한 특정 애플리케이션에서는 기존 CPU보다 몇 배 더 높은 성능을 얻을 수 있다. 가장 큰 두 개의 개별(위 "#전용 그래픽 처리 장치" 참조) GPU 설계 회사인 AMD와 엔비디아는 다양한 애플리케이션을 통해 이 접근 방식을 추구하고 있다. 엔비디아와 AMD는 스탠퍼드 대학교와 협력하여 단백질 접힘 계산을 위한 Folding@home 분산 컴퓨팅 프로젝트에 GPU 기반 클라이언트를 만들었다. 특정 상황에서 GPU는 이러한 애플리케이션에서 전통적으로 사용되던 CPU보다 40배 더 빠르게 계산한다.
GPU 기반 고성능 컴퓨터는 대규모 모델링에 중요한 역할을 한다. 세계 10대 슈퍼컴퓨터 중 3개는 GPU 가속을 활용한다.
2005년 이래로 GPU가 제공하는 성능을 일반적으로 진화 연산에, 특히 유전 프로그래밍에서 적합도 평가를 가속화하는 데 사용하는 것에 대한 관심이 있었다. 대부분의 접근 방식은 호스트 PC에서 선형 또는 트리 프로그램을 컴파일하고 실행 파일을 GPU로 전송하여 실행한다. 일반적으로 GPU의 SIMD 아키텍처를 사용하여 많은 예제 문제에서 단일 활성 프로그램을 동시에 병렬로 실행할 때만 성능 이점을 얻을 수 있다. 그러나 프로그램을 컴파일하지 않고 대신 GPU로 전송하여 거기서 해석하도록 함으로써 상당한 가속을 얻을 수도 있다.

### 외장 GPU (eGPU)
따라서 GPU를 노트북의 외부 버스에 연결하는 것이 바람직하다. 이를 위해 사용되는 유일한 버스는 PCI 익스프레스이다. 포트는 예를 들어 익스프레스카드 또는 mPCIe 포트 (각각 PCIe ×1, 최대 5 또는 2.5 Gbit/s), 선더볼트 1, 2, 또는 3 포트 (각각 PCIe ×4, 최대 10, 20, 또는 40 Gbit/s), 선더볼트 호환 USB4 포트, 또는 OCuLink 포트일 수 있다. 이러한 포트는 특정 노트북 시스템에서만 사용할 수 있다. eGPU 인클로저에는 자체 전원 공급 장치(PSU)가 포함되어 있다. 강력한 GPU는 수백 와트를 소비할 수 있기 때문이다.

## 매출
2013년에는 전 세계적으로 4억 3830만 대의 GPU가 출하되었으며, 2014년에는 4억 1420만 대가 예상되었다. 그러나 2022년 3분기까지 PC GPU 출하량은 총 약 7550만 대로 전년 대비 19% 감소했다.

## 같이 보기
- UALink
- 텍스처 매핑 유닛 (TMU)
- 렌더 출력 장치 (ROP)
- 무차별 대입 공격
- 컴퓨터 하드웨어
- 컴퓨터 모니터
- GPU 캐시
- GPU 가상화
- 매니코어 프로세서
- 물리 처리 장치 (PPU)
- 텐서 처리 장치 (TPU)
- 레이 트레이싱 하드웨어
- 소프트웨어 렌더링
- 비전 처리 장치 (VPU)
- 벡터 프로세서
- 그래픽 카드
- 비디오 디스플레이 컨트롤러
- 비디오 게임 콘솔
- AI 가속기
- GPU 벡터 프로세서 내부 기능

### 하드웨어
- AMD 그래픽 처리 장치 목록
- 엔비디아 그래픽 처리 장치 목록
- 인텔 그래픽 처리 장치 목록
- 인텔 GMA
- 라라비 (마이크로아키텍처)
- 엔비디아 퓨어비디오 – DXVA를 통해 하드웨어 GPU에서 비디오 디코딩을 가속화하는 엔비디아 그래픽 칩에 사용되는 비트스트림 기술
- 시스템 온 칩
- UVD (통합 비디오 디코더) – DXVA를 통해 하드웨어(GPU) 디코드를 지원하는 ATI의 비디오 디코딩 비트스트림 기술

### API
- OpenGL API
- DirectX 비디오 가속 (DxVA) API (마이크로소프트 윈도우 운영 체제용)
- 맨틀 (API)
- 벌컨 (API)
- 비디오 가속 API (VA API)
- VDPAU (Video Decode and Presentation API for Unix)
- X-Video Bitstream Acceleration (XvBA) (MPEG-2, H.264, VC-1용 DXVA의 X11 동등물)
- X-Video Motion Compensation – MPEG-2 비디오 코덱 전용 X11 동등물

### 애플리케이션
- GPU 클러스터
- 매스매티카 – CUDA 및 OpenCL GPU 실행을 위한 내장 지원 포함
- GPU에서의 분자 모델링
- Deeplearning4j – 자바용 오픈 소스 분산 딥 러닝